# Cameron Thor
Cameron Thor (* 17. März 1960 in Los Angeles, Kalifornien) ist ein ehemaliger US-amerikanischer Schauspieler und Schauspiellehrer.

## Leben und Karriere
Thor begann seine Karriere Mitte der 1980er Jahre mit Nebenrollen in Fernsehfilmen und -serien. 1991 spielte er in kleineren Nebenrollen in den Filmen Hook und Curly Sue mit. 1993 hatte er einen kurzen Auftritt als Lewis Dodgson in Jurassic Park, dem ersten Teil der Jurassic-Park-Filmreihe. Der Charakter spielte eine bedeutende Rolle in Michael Crichtons Romanvorlagen Dino Park und Vergessene Welt, wurde in der Filmreihe allerdings erst 2022 in Jurassic World: Ein neues Zeitalter wieder aufgegriffen. Hierfür wurde der Charakter mit Campbell Scott neu besetzt.
Neben seiner Tätigkeit als Darsteller arbeitete Thor seit Ende der 1990er Jahre in seiner eigenen Schauspielschule als Schauspiellehrer in Los Angeles. Im Juni 2014 wurde Thor wegen sexuellen Kontakten zu einer Minderjährigen angeklagt und am 27. April 2016 zu sechs Jahren Haft verurteilt. Er wurde im Juni 2019 vorzeitig aus dem Gefängnis entlassen.

## Filmografie (Auswahl)
- 1984: Summer (Fernsehfilm)
- 1985: Trio mit vier Fäusten (Riptide, Fernsehserie, Gastauftritt)
- 1985: Space – Der Mensch greift nach den Sternen (Space, Miniserie)
- 1986: Hummeln im Hintern (Modern Girls)
- 1988: War Party
- 1988: Punchline – Der Knalleffekt (Punchline)
- 1988: Freddy’s Nightmares (Fernsehserie, Gastauftritt)
- 1988: China Beach (Fernsehserie, Gastauftritt)
- 1990: Matlock (Fernsehserie, Gastauftritt)
- 1990: Die Unerbittlichen (Johnny Ryan, Fernsehfilm)
- 1991: Der Ballerina Killer (The Killing Mind, Fernsehfilm)
- 1991: Curly Sue – Ein Lockenkopf sorgt für Wirbel (Curly Sue)
- 1991: Hook
- 1992: Eine Frage der Ehre (A Few Good Men)
- 1993: Jurassic Park
- 1993: Verrückt nach dir (Mad About You, Fernsehserie, Gastauftritt)
- 1993: Raumschiff Enterprise – Das nächste Jahrhundert (Star Trek: The Next Generation, Fernsehserie, Folge 7x04/7x05, Der Schachzug)
- 1994: Das Kartell (Clear and Present Danger)
- 1995: SeaQuest DSV (Fernsehserie, Gastauftritt)
- 1997: Die verdeckte Karte (Face Down, Fernsehfilm)
- 2002: Windtalkers
- 2005: Newcomer – Tausche Ruhm gegen Liebe (Undiscovered, Fernsehfilm)
- 2013: Ring of Fire (Fernsehfilm)